# خوزه ادوار سیمیوس
خوزه ادوار سیمیوس (انگلیسی: José Edvar Simões؛ زادهٔ ۲۳ آوریل ۱۹۴۳) سرمربی (بسکتبال)، و بازیکن بسکتبال اهل برزیل است.
از باشگاه‌هایی که در آن بازی کرده‌است می‌توان به باشگاه فوتبال پالمیراس اشاره کرد.